# Castello di Caprarica
Das Castello di Caprarica ist eine Festung im Ortsteil Caprarica del Capo der Gemeinde Tricase in der italienischen Provinz Lecce, Region Apulien.

## Beschreibung und Geschichte
Der Bau der Festung war vermutlich eine Konsequenz aus dem Klima der Angst, die sich nach der Eroberung von Otranto durch die Türken im Jahre 1480 ausbreitete, und der folgenden türkischen Überfälle. Cosimo de Giorgi, ein Gelehrter aus dem Salent, berichtet in einer seiner Schriften über ein Epigraph, das heute nicht mehr existiert, aber damals auf einem der Türme zu lesen stand und aus dem man Baumeister und Baujahr erkennen konnte:

„CASTELLO FACTO PER MASTRO ANTONIO RENNE DE TRICASE A(nno) 1524“.
(dt.: Burg, gefertigt von Meister Antonio Renne aus Tricase, Jahr 1524)

Die Festung hat einen rechteckigen Grundriss und war einst von einem Burggraben umgeben. Die 6–7 Meter hohen und 1,4 Meter dicken Mauern wurden aus unregelmäßig geformten Blöcken von braunem Carparo-Kalkstein gebaut und verfügen über eine robuste Stockwerksteilung. An den Ecken befinden sich Rundtürme mit angeschrägten Mauern und kleinen Konsolen, die die oberen Rahmen stützen. Das strenge Eingangsportal ist durch ein dreifaches Maschikuli geschützt.

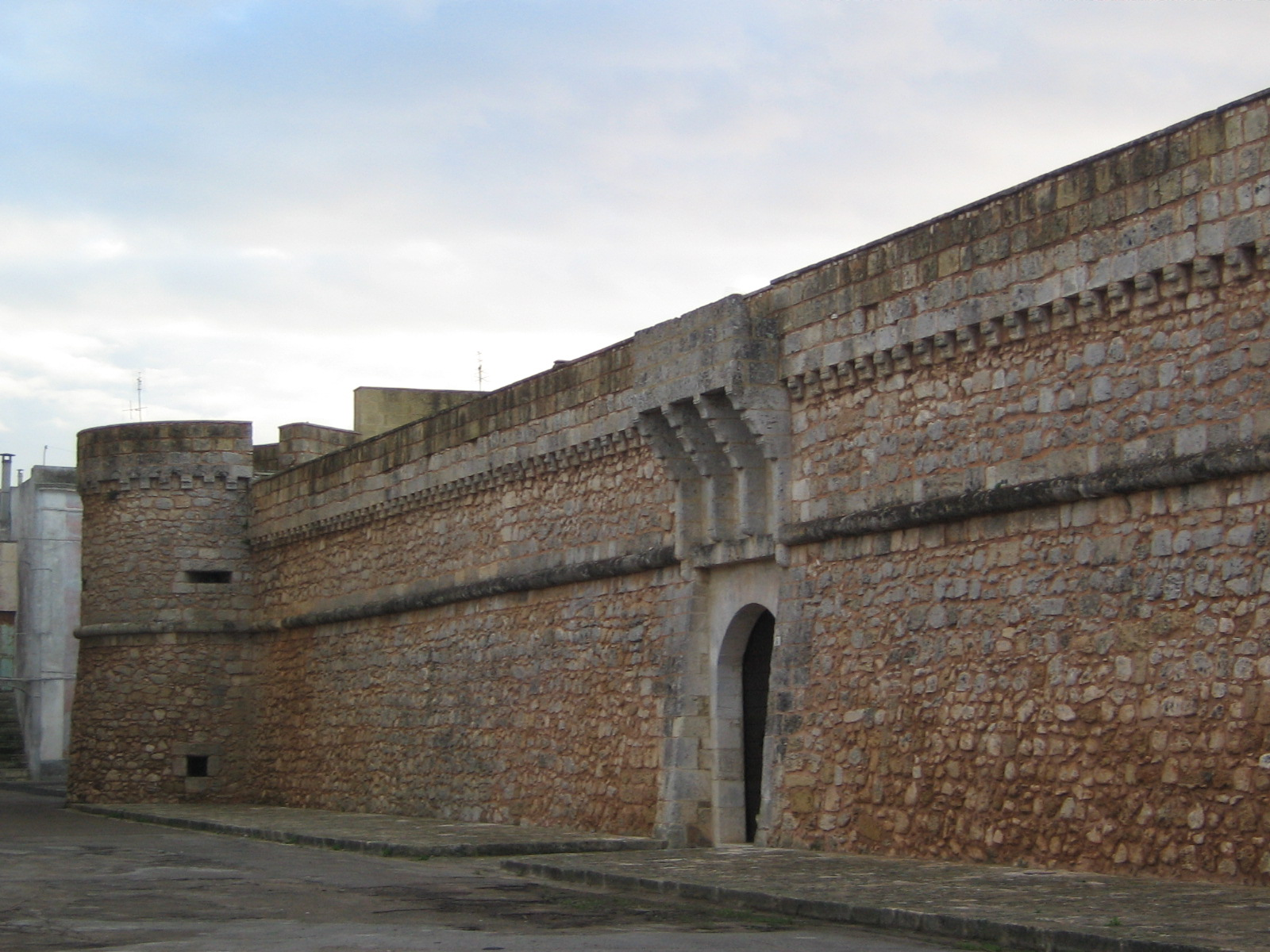
Detail der Umfassungsmauer

Im Inneren sind zahlreiche Räume arrangiert: Vier Zimmer im Erdgeschoss, sechs im Obergeschoss, Lagerräume und Küchen. Innerhalb der Mauern finden sich auch ein Garten und eine Zisterne für die Wasserversorgung. Anfang des 20. Jahrhunderts konnte man auch Spuren von Fresken und Figurennischen der kleinen, inneren Kapelle entdecken, die dem Heiligen Johannes dem Täufer geweiht ist, manchmal aber auch Christopherus-Kapelle genannt wird, vermutlich erkennbar durch einen leeren Raum mit Ogivengewölbe, gestützt von an die Mauer gelehnten Säulen. Die Festung wurde Ende des 19. Jahrhunderts als Bauernhof genutzt.